# Посіяли дівчата льон
«Посіяли дівчата льон» — радянський художній кольоровий фільм-мелодрама 1956 року, знятий на кіностудії «Білорусьфільм».

## Сюжет
Сюжет з колгоспного життя. Ланкова білоруського колгоспу Надійка Красович, яку надихнули нагородою на Всесоюзній сільськогосподарській виставці за високий урожай льону, дає слово вдвічі збільшити урожай. Багато односельців сумніваються в її успіху, і лише Григорій Павлович, новий директор МТС, який залишив в місті сім'ю і приїхав в село на заклик партії, надає Надійці всіляку підтримку і надмірну увагу, тому що кохає і, здається, те ж є коханим. Паралельно цій історії розвивається сюжет про кохання трактористки Зосі до лісника Янки, який сумирно страждає за Надійкою.

## У ролях
- Зоя Степанова — Надійка Красович
- Олена Тяпкіна — Варвара Григорівна
- Лев Фричинський — Янка
- Борис Кордунов — Григорій Павлович, директор МТС
- Лариса Кронберг — Зося Корольова
- Тамара Трушина — Марія Захарівна
- Гліб Глєбов — агроном колгоспу
- Людмила Семенова — Лариса Іванівна
- Ніна Алісова — Ліза, дружина Григорія
- Олександр Іллінський — дід Бабак
- Павло Пекур — агроном МТС
- Аркадій Лихачов — Лящук, механік
- Георгій Гумільовський — Денис
- Валентина Кравченко — Дар'я
- Анатолій Трус — секретар райкому
- Василь Бокарєв — нагороджуючий
- Гавриїл Бєлов — Озєров
- Павло Молчанов — проводжаючий на вокзалі
- Рита Гладунко — колгоспниця
- Володимир Дедюшко — Онуфрій Тихонович, голова колгоспу
- Костянтин Веремейчик — епізод
- Володимир Кудревич — епізод
- Ніна Гейц — епізод

## Знімальна група
- Режисер — Володимир Корш-Саблін
- Сценарист — Євген Помєщиков
- Оператор — Володимир Окулич
- Композитор — Дмитро Лукас
- Художник — Євген Ганкін